# 穆弘
穆弘，古典小说《水滸傳》中人物，上应三十六天罡中的天究星，生得眼细面白、须眉稀疏。外號「沒遮攔」，與弟弟穆春為揭陽鎮富戶，在當地勢力極大。宋江發配江州時，給了賣藝的薛永五兩銀錢，但是薛永沒有先給穆家兄弟拜碼頭便作生意，讓穆氏兄弟非常不悅，連帶要教訓賞錢的宋江，故追殺宋江至潯陽江上，但因李俊急忙追往解釋下，方知欲殺之人為自己傾慕已久的好漢宋江而连连道歉。宋江提反詩被捕後，穆弘也參与了劫法場的行動，並且上了梁山，担任马军八大头领之一。後在征討方臘時病死。

## 影視
- 1998年央视版《水浒传》：王永泉
- 2011年版《水浒传》：孙晓飞